# Нобеока-хан

Мон роду
Такахасі

Мон роду
Аріма

Мон роду
Міура

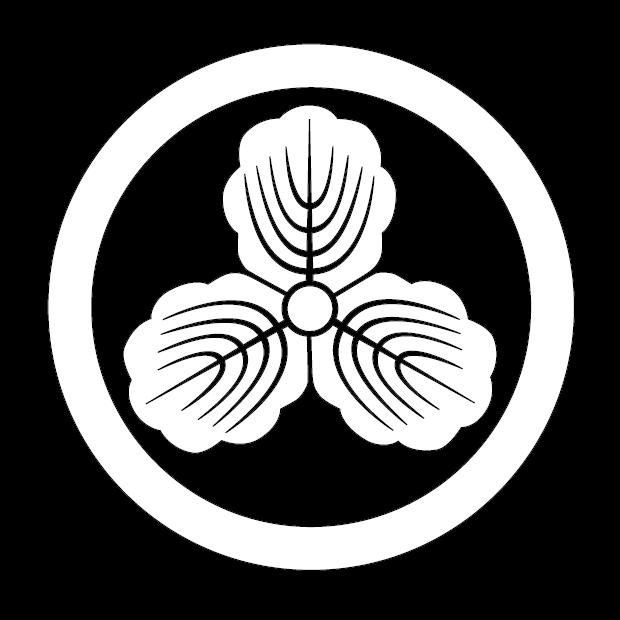
Мон роду
Макіно

Мон роду
Найто

Нобеока-хан (яп. 延岡藩, のべおかはん) — хан в Японії, у провінції Хюґа, регіоні Кюсю.

## Короткі відомості
- Адміністративний центр: замок Нобеока, містечко Нобеока[1] (сучасне місто Міядзакі префектури Міядзакі).

- Інші назви: Аґата-хан (縣藩, 県藩).

- Дохід:

50 000 коку протягом 1587—1613;
53 000 коку протягом 1614—1691;
23 000 коку протягом 1692—1712;
80 000 коку протягом 1712—1747;
70 000 коку протягом 1747—1871.
- До 1613 управлявся родом Такахасі, що належав до тодзама і мав статус володаря замку (城主).

З 1613 управлявся родом Аріма, що був переведений з Сімабара-хан у провінції Хідзен. Цей рід належав до тодзама і мав статус володаря замку (城主).
З 1692 управлявся родом Міура, що був переведений з Мібу-хан у провінції Сімоцуке. Цей рід належав до фудай і мав статус володаря замку (城主). Голови роду мали право бути присутніми у гусячій залі сьоґуна.
З 1712 управлявся родом Макіно, що був переведений з Йосіда-хан у провінції Мікава. Цей рід належав до фудай і мав статус володаря замку (城主). Голови роду мали право бути присутніми у гусячій залі сьоґуна.
З 1747 управлявся родом Найто, що був переведений з Івакі-Тайра-хан у провінції Муцу. Цей рід належав до фудай і мав статус володаря замку (城主). Голови роду мали право бути присутніми у залі імператорського дзеркала сьоґуна.
- Ліквідований в 1871.

## Правителі
| № | Ім'я              | Ім'я     | Роки        | Ранг, титул                     | Примітки                            |
| - | ----------------- | -------- | ----------- | ------------------------------- | ----------------------------------- |
| 1 | Такахасі Мототане | 高橋元種 | 1587-1613   | 従五位下、右近大夫              | Другий син Акідзукі Танедзане       |
| 1 | Аріма Наодзумі    | 有馬直純 | 1612 — 1614 | 従五位下 左衛門佐               | Старший син Аріми Харунобу          |
| 2 | Аріма Ясумідзу    | 有馬康純 | 1641 — 1679 | 従五位下 左衛門佐               | Старший син Аріми Наодзумі          |
| 3 | Аріма Кійомідзу   | 有馬清純 | 1679 — 1692 | 従五位下 左衛門佐               | Старший син Аріми Ясумідзу          |
| 1 | Міура Акіхіро     | 三浦明敬 | 1692 — 1712 | 従五位下 壱岐守                 | Старший син Міури Ясуцуґу           |
| 1 | Макіно Нарінака   | 牧野成央 | 1712 — 1719 | 従五位下 備後守                 | Старший син Макіно Наріхару         |
| 2 | Макіно Садаміті   | 牧野貞通 | 1719 — 1747 | 従四位下 備後守 侍従 京都所司代 | Третій син Макіно Нарісади          |
| 1 | Найто Масакі      | 内藤政樹 | 1747 — 1756 | 従五位下 備後守                 | Старший син Найто Йосіхіде          |
| 2 | Найто Масаакі І   | 内藤政陽 | 1756 — 1770 | 従五位下 能登守                 | Другий син Найто Масасто            |
| 3 | Найто Масанорі    | 内藤政脩 | 1770 — 1790 | 従五位下 備後守                 | Чотирнадцятий син Токуґави Мунекацу |
| 4 | Найто Масацуґу    | 内藤政韶 | 1790 — 1802 | 従五位下 能登守                 | Старший син Найто Масаакі II        |
| 5 | Найто Масатомо    | 内藤政和 | 1802 — 1806 | 従五位下 備後守                 | Старший син Найто Масацуґу          |
| 6 | Найто Масайорі    | 内藤政順 | 1806 — 1834 | 従五位下 備後守                 | Син Найто Масацуґу                  |
| 7 | Найто Масайосі    | 内藤政義 | 1834 — 1862 | 従五位下 能登守                 | Син Ії Наонака                      |
| 8 | Найто Масатака    | 内藤政挙 | 1862 — 1871 | 従五位下 備後守                 | Третій син Оти Сукетомо             |